# 開心鬼救開心鬼
《開心鬼救開心鬼》為1990年上映的香港電影，是《開心鬼》電影系列第四集。由高志森導演，馬偉豪編劇，黃百鳴、Beyond與楊寶玲主演，開心少女組當中亦有客串。上集是1986年的《開心鬼撞鬼》，下集是1991年的《開心鬼上錯身》。

## 劇情簡介
歷史系教師康森貴（黃百鳴飾）的前世“開心鬼”朱秀才（朱錦春）一直陰魂不散地跟隨著康左右，康女友安妮（楊寶玲飾）的表哥（曹查理飾）對安妮情有獨鐘，視康為眼中釘；但康有朱的暗中保護，常常化險為夷，笑料連篇。清兵元帥楊喪昆（劉洵飾）因對一良家女子（貌似安妮）起了邪念，被推下山崖，死在洞中；青年學生Behind組合（Beyond）在一次意外中將他的盔甲帶回學校，誰知他的鬼魂附於盔甲上，從此學校亂成一團……

## 人物角色
| 角色名稱 | 演員   | 備註                                                                       |
| -------- | ------ | -------------------------------------------------------------------------- |
| 康森貴   | 黃百鳴 | 教師 開心鬼後世                                                            |
| 開心鬼   | 黃百鳴 | 原名朱錦春 康森貴前世 最後成為開心佛                                       |
| 帶喜     | 楊寶玲 | Annie                                                                      |
| 小尼     | 楊寶玲 | 清朝村姑 被楊喪昆非禮而誤把他推下山崖                                      |
| 文       | 黃家駒 | 追求梅（李麗珍）                                                           |
| 武       | 葉世榮 | 追求竹（陳加玲）                                                           |
| 英       | 黃家強 | 追求菊（羅美薇）                                                           |
| 傑       | 黃貫中 | 追求蘭（袁潔瑩）                                                           |
| 校長     | 胡楓   | 帶喜父                                                                     |
| 趙世界   | 曹查理 | 帶喜的表哥 被開心鬼施法，屁股反轉、頂上心口                                |
| 喪標     | 黃光亮 | 趙世界手下 吃水果時連皮吃 多次殺害康森貴不遂而精神失常，最後被送入精神病院 |
| 楊喪昆   | 劉洵   | 清兵元帥，隐喻当时中华人民共和国主席杨尚昆 靈魂被Behind帶到大專宿舍        |
| 梅       | 李麗珍 | 學生                                                                       |
| 蘭       | 袁潔瑩 | 學生                                                                       |
| 菊       | 羅美薇 | 學生                                                                       |
| 竹       | 陳加玲 | 學生                                                                       |
| 朱太     | 余慕蓮 | 副校長                                                                     |
|          | 高志森 | 廁所男人                                                                   |
| 法官     | 黃霑   | 審判文武英傑（Behind）四人                                                 |
| 男警     | 黎永強 | 駐校巡警                                                                   |
| 女警     | 李小玲 | 駐校巡警                                                                   |

## 電影歌曲
| 曲序 | 曲目                                    |        | 作曲   | 歌手   |
| ---- | --------------------------------------- | ------ | ------ | ------ |
| 1.   | 〈戰勝心魔〉（主题曲）                  | 翁偉微 | 黃家駒 | Beyond |
| 2.   | 〈文武英傑宣言〉（插曲）                | 翁偉微 | 黃家駒 | Beyond |
| 3.   | 〈真的愛妳〉 (以Behind名義演出)（插曲） | 小美   | 黃家駒 | Beyond |
| 4.   | 〈喜歡你〉（插曲）                      | 黃家駒 | 黃家駒 | 黃家駒 |
| 5.   | 〈大地〉（插曲）                        | 劉卓輝 | 黃家駒 | 黃貫中 |

## 外部連結
- 開眼電影網上《開心鬼救開心鬼》的資料（繁體中文）
- 豆瓣电影上《開心鬼救開心鬼》的資料 （简体中文）
- 时光网上《開心鬼救開心鬼》的資料（简体中文）
- AllMovie上《開心鬼救開心鬼》的资料（英文）
- 爛番茄上《開心鬼救開心鬼》的資料（英文）
- 香港影庫上《開心鬼救開心鬼》的資料（繁體中文）
- 互联网电影数据库（IMDb）上《開心鬼救開心鬼》的资料（英文）